# Cerambyx scopolii
Cerambyx scopolii је врста инсекта из реда тврдокрилаца (Coleoptera) и породице стрижибуба. Сврстана је у потпородицу Cerambycinae.

## Распрострањеност
Врста је распрострањена на подручју Европе, Кавказа, Блиског истока и Северне Африке. У Србији је честа врста, среће се од низија до планинских предела.

## Опис
Тело је потпуно црно. Антене су беличасте према завршецима и то је идентификациони карактер. Антене су дугачке. Дужина тела је од 17 до 29 mm.

## Биологија
Животни циклус траје две до три године. Ларве се развијају у мртвом дрвету, а адулти су на биљци домаћину или цвеђу и активни су од априла до августа. Као домаћини јављају се различите врсте листопадног дрвећа (храст, орах, буква, шљива, кајсија, граб, брест, бреза, итд.).

## Галерија
- парење
- одрасла јединка
- одрасла јединка
- парење

## Статус заштите
Врста се налази на Европској црвеној листи сапроксилних тврдокрилаца.